# Deliberation
Deliberation è un singolo del gruppo musicale svedese Katatonia, pubblicato il 15 maggio 2006 come secondo estratto dal settimo album in studio The Great Cold Distance.

## Video musicale
Il video, diretto da Charlie Granberg, è stato definito «astratto» dal gruppo e alterna filmati e animazioni varie.

## Tracce
1. Deliberation – 4:00 (testo: Jonas Renkse – musica: Anders Nyström, Jonas Renkse, Fredrik Norrman)
2. In the White (Urban Dub) – 5:30 (testo: Jonas Renkse – musica: Anders Nyström, Jonas Renkse)
3. Code Against the Code – 3:35 (Jonas Renkse)
4. Deliberation (Video) – 4:08 (testo: Jonas Renkse – musica: Anders Nyström, Jonas Renkse, Fredrik Norrman)

## Formazione
Gruppo
- Jonas Renkse – voce, arrangiamento, tastiera, loop, programmazione, chitarra
- Anders Nyström – chitarra, arrangiamento, tastiera, loop, programmazione, cori
- Fredrik Norrman – chitarra
- Mattias Norrman – basso
- Daniel Liljekvist – batteria, cori

Altri musicisti
- Jens Bogren – tastiera, loop, programmazione
- David Castillo – tastiera, loop, programmazione
- Peter Damin – percussioni
- Andreas Åkerberg – cori

Produzione
- Anders Nyström – produzione
- Jonas Renkse – produzione
- Jens Bogren – coproduzione, missaggio, ingegneria del suono, mastering
- David Castillo – coproduzione, missaggio, ingegneria del suono
- Thomas Eberger – mastering